# ویلو بانچ، ساسکاچوان
ویلو بانچ، ساسکاچوان (به انگلیسی: Willow Bunch, Saskatchewan) یک منطقهٔ مسکونی در کانادا است که در ساسکاچوان واقع شده‌است. ویلو بانچ ۰٫۸۴ کیلومتر مربع مساحت و ۲۸۶ نفر جمعیت دارد.